# Shuangshan, Heilongjiang
Shuangshan (kinesiska: 双山, 双山镇) är en köpinghuvudort i Kina. Den ligger i provinsen Heilongjiang, i den nordöstra delen av landet, omkring 360 kilometer norr om provinshuvudstaden Harbin. Antalet invånare är 9 550. Befolkningen består av 4 632 kvinnor och 4 918 män. Barn under 15 år utgör 11,0 %, vuxna 15-64 år 79 %, och äldre över 65 år 8,0 %.
Runt Shuangshan är det ganska glesbefolkat, med 34 invånare per kvadratkilometer. Närmaste större samhälle är Yilaha, 9,1 km sydväst om Shuangshan. Trakten runt Shuangshan består till största delen av jordbruksmark.
Genomsnittlig årsnederbörd är 797 millimeter. Den regnigaste månaden är juli, med i genomsnitt 266 mm nederbörd, och den torraste är februari, med 9 mm nederbörd.